# Federico IV de Hesse-Homburg
Federico IV Carlos Luis Guillermo de Hesse-Homburg (en alemán, Friedrich IV. Karl Ludwig Wilhelm von Hessen-Homburg; Braunfels, 15 de abril de 1724-Homburg, 7 de febrero de 1751) fue un landgrave de Hesse-Homburg desde 1746 hasta su muerte.

## Biografía
Federico Carlos nació en el castillo de Braunfels como el primer hijo del príncipe Casimiro Guillermo (1690-1726) y de su esposa, la condesa Cristina Carlota (1690-1751), hija del conde Guillermo Mauricio de Solms-Braunfels. Su padre era un hijo del landgrave Federico II de Hesse-Homburg.
Federico creció primero en el Castillo de Braunfels, y después en Varel. Fue educado en un espíritu cristiano-humanístico y atendió algunos semestres a la Universidad de Leiden. En 1740, fue presentado a Federico el Grande durante una visita a Wesel. Por sugerencia de este último, se unió al ejército prusiano en 1741 y participó en las dos guerras de Silesia. Se distinguió en el asedio de Brzeg y fue promovido a capitán. En 1744, participó en la ofensiva en Bohemia y en el sitio y conquista de Praga. Cayó enfermó ahí en 1745, y tomó un permiso de ausencia.
El 10 de octubre de 1746 en Hungen, contrajo matrimonio con Ulrica Luisa (1731-1792), la hija del príncipe Federico Guillermo de Solms-Braunfels. El 8 de junio de 1746, su tío, el landgrave Federico III, murió en los Países Bajos sin heredero varón. Federico Carlos le sucedió en Homburg como Federico IV.
Sus primeros ministros, Friedrich Karl von Moser y Casimir de Criss intentaron resolver los problemas financieros de Hesse-Homburg, pero el desgobierno que llevó a la formación de una comisión de deuda imperial para supervisar la administración de su predecesor, continuó.
Reclamó ser el heredero del Ducado de Curlandia después de que la casa de Kettler se extinguiera en 1737. Federico Carlos proclamó tener derechos sobre el ducado vía su abuela, Luisa Isabel de Curlandia. Sin embargo, la emperatriz Ana de Rusia concedió el ducado a su favorito, Ernst Johann von Biron.
En 1747, la línea mayor (sénior) de Hesse-Darmstadt intentó recuperar la posesión de Homburg. Tropas de Darmstadt marcharon sobre Hesse-Homburg y el landgrave Luis VIII de Hesse-Darmstadt proclamó ser el tutor legal de Federico. Sin embargo, Federico legalmente era un adulto y estaba casado. Un caso judicial fue llevado ante el emperador y el Consejo Áulico. Mientras el caso todavía estaba siendo discutido, Federico IV murió en 1751, a la edad de 26 años, de una "enfermedad de pecho". Su hijo y sucesor, Federico V, había celebrado su tercer cumpleaños una semana antes.
Federico IV fue enterrado en la cripta del Castillo de Homburg.

## Descendientes
De su matrimonio con Ulrica Luisa, Federico Carlos tuvo los siguientes hijos:
- Federico V Luis Guillermo Cristián (Homburg, 30 de enero de 1748-ibidem, 20 de enero de 1820), landgrave de Hesse-Homburg.
- María Cristina Carlota Guillermina (Homburg, 4 de noviembre de 1749-ib., 10 de noviembre de 1750).